# Nasir Dhagole
Nasir Farah Dhagole, född 20 juni 1986 i Mogadishu i Somalia, är en svensk skådespelare och poet. Han började spela teater på Angereds teater och medverkar i Detektiven från Beledweyne i SVT.